# Reinhard Schmidt (Bergbauingenieur)

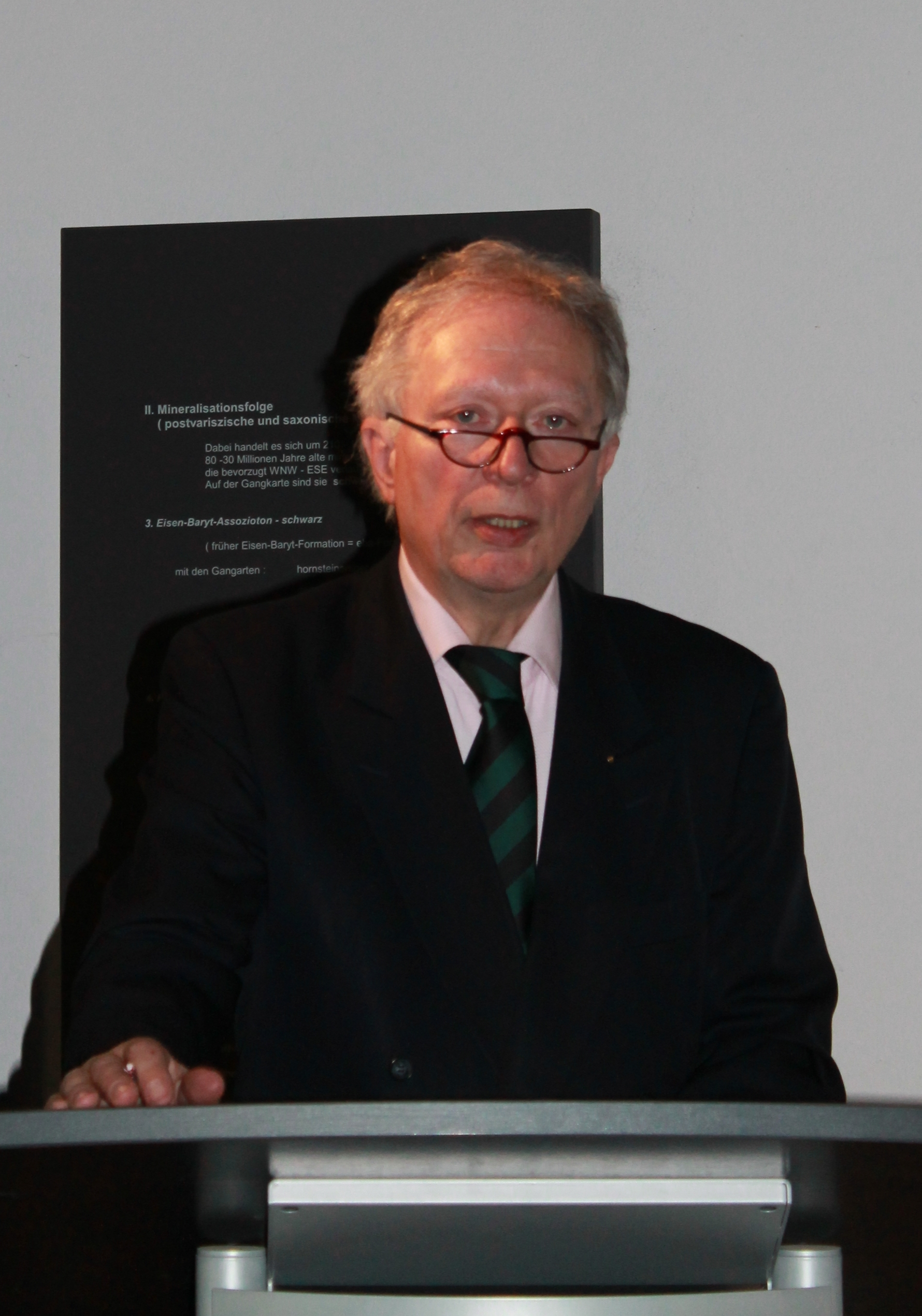
Reinhard Schmidt (2012)

Reinhard Schmidt (* 11. November 1946 in Oberhausen) ist ein deutscher Bergbauingenieur. Er war von 1991 bis 2010 Präsident des Sächsischen Oberbergamtes und von 2010 bis 2011 Oberberghauptmann.

## Biografie
Der Sohn einer Berg- und Hüttenmannsfamilie erwarb auf dem Gymnasium in Hattingen die Hochschulreife. Nach Beendigung seiner Studienzeit zwischen 1969 und 1975 im Studiengang für Bergbaukunde an der TU Clausthal, wo er der Gemeinschaft des Corps Borussia Clausthal beitrat, war Schmidt bis 1976 als Steiger tätig. Anschließend folgte eine Referendarstätigkeit bei verschiedenen nordrhein-westfälischen Bergbehörden. 1978 legte Schmidt die 2. Staatsprüfung ab und war an verschiedenen Stationen der niedersächsischen Bergbehörden als Dezernent tätig. In dieser Funktion wechselte er 1984 ins Niedersächsische Ministerium für Bundesangelegenheiten. Ab 1987 wirkte Schmidt als Referent im Bundesministerium für Umwelt, Naturschutz und Reaktorsicherheit und gehörte verschiedenen Ausschüssen der EG und OECD an.
Ab dem Jahre 1991 half der Bergassessor Schmidt beim Aufbau der Bergverwaltungen in der früheren DDR. Im Mai 1991 wurde Schmidt zum Referatsleiter Bergwesen im Sächsischen Staatsministerium für Wirtschaft und Arbeit ernannt und leitete die Arbeitsgruppe zur Wiedererrichtung des 1946 aufgelösten Sächsischen Oberbergamtes, dessen Präsident er seit Dezember 1991 war.
Seit dem Wintersemester 1996/97 lehrt Schmidt im Fach Bergrecht an der TU Bergakademie Freiberg. Am 23. Februar 2001 erfolgte seine Berufung zum Honorarprofessor für Bergbausicherheit und bergrechtliche Genehmigungsverfahren an der Fakultät für Geowissenschaften, Geotechnik und Bergbau. Seit 2006 ist er am Aufbau von Bergbehörden in Vietnam beteiligt, es folgten ähnliche Missionen in der Mongolei, in Mosambik, Guinea und in Afghanistan. Im Mai 2001 wurde Schmidt mit dem Verdienstkreuz des Grubenrettungsdienstes in Gold der Tschechischen Republik ausgezeichnet.
Schmidt war seit seiner Berufung in das Kuratorium der TU Bergakademie Freiberg im Jahre 1994 dessen Vorsitzender, im Februar 2010 wurde er in den neu gebildeten Hochschulrat berufen und zu dessen Vorsitzendem gewählt, dieses Amt hatte er bis 2024 inne. Er war Vorsitzender der Georg-Agricola-Gesellschaft und des Bergbautraditionsvereins Wismut, weiterhin Vorstandsmitglied in Vereinen und Organisationen sowie Autor zahlreicher Fachpublikationen und Vorträge. Er ist Mitglied des Rotary-Clubs 1990 Freiberg und Mitglied des Corps Saxo-Borussia Freiberg, das ihn 2022 zum Ehrenburschen ernannte. Von 2000 bis 2004 war Schmidt als Mitglied der CDU außerdem Angehöriger des Landesvorstandes Sachsen des Wirtschaftsrates der CDU e. V. Seit 2009 ist er Beiratsmitglied „Industriekultur in Sachsen“.
Die TU Bergakademie Freiberg würdigte Schmidts Verdienste für die Zusammenarbeit zwischen Bergbehörde und Hochschule mit der Verleihung der Ehrenbürgerwürde anlässlich einer Festveranstaltung zu dessen 60. Geburtstag im November 2006. Am 19. Dezember 2010 ernannte ihn Wirtschaftsminister Morlok zum Oberberghauptmann. Ende November 2011 wurde Schmidt in den altersbedingten Ruhestand versetzt, zu seinem Nachfolger wurde Bernhard Cramer berufen.
Für sein verantwortungsvolles und mutiges Eintreten für den Bergbau wurde Schmidt Ehrenmitglied des Deutschen Markscheidervereins, des Verbandes Bergbau, Geologie und Umwelt (VBGU) sowie des Geokompetenzzentrums Freiberg. Verbunden mit der Verleihung der Georg-Agricola-Denkmünze, der höchsten Auszeichnung des deutschen Bergbaus wurde er 2011 Ehrenmitglied der GDMB Gesellschaft der Metallurgen und Bergleute e. V.
Schmidt war zweimal verheiratet und ist Vater von fünf Kindern. Der leidenschaftliche Sammler bergmännischer Utensilien besitzt eine der größten Sammlungen bergmännischer Geleuchte in Deutschland. Als Musikfreund entdeckte er 2009 das verschollen geglaubte Manuskript der Weber-Oper „Das Waldmädchen“, das im Jahre 1800 in Freiberg uraufgeführt worden war, in St. Petersburg wieder. Anlässlich der 250-Jahr-Feier der TU Bergakademie Freiberg kam das Werk nach 215 Jahren erstmals wieder zur Aufführung durch das Freiberger Theater. 
Am 19. März 2010 wurde Schmidt vom Landrat des Erzgebirgskreises, Frank Vogel, zu einem Botschafter des Erzgebirges ernannt. Schmidt wurde 2017 mit dem Bundesverdienstkreuz geehrt. Am 28. Juni 2019 wurde ihm das Ehrenbürgerrecht der Stadt Freiberg verliehen.

## Auszeichnungen
- 2006: Ehrenbürgerwürde der TU Bergakademie Freiberg
- 2010: Botschafter des Erzgebirges
- 2011: Georg Agricola-Denkmünze der GDMB Gesellschaft der Metallurgen und Bergleute e. V.
- 2016: Ehrendoktorwürde der TU Bergakademie Freiberg[5]
- 2017: Bundesverdienstkreuz 1. Klasse[6]
- 2019: Ehrenbürger der Universitätsstadt Freiberg[4]

## Publikationen (Auswahl)
- Bergakademie Freiberg – Geschichte und Tradition. In: Bergstudenten. Geschichte und Brauchtum an den Montanhochschulen in Schemnitz, Clausthal, Freiberg und Leoben. (= Kleine Schriften der GDS. Band 16).
- Vierhundertfünfzig Jahre Sächsisches Oberbergamt Freiberg., Festschrift. Freiberg 1993.
- Ressourcen und Umwelt aus der Sicht der Bergverwaltung. In: Bergbau. 5/2003, S. 197 ff.
- Bergbau in Deutschland – noch immer ein wichtiger Wirtschaftszweig. In: Bergbau. 3/2004, S. 115 ff.
- Die sächsischen Bergbehörden. In: World of mining. 58/2006, Nr. 1, S. 51 ff.
- Zum vierten Berggeschrei in Sachsen. In: Glückauf. 144/2008, Nr. 10, S. 591 ff.
- Die Entwicklung des Bergrechts in Sachsen, 14. Internationaler Montanhistorik Workshop 2011. Annaberg-Buchholz 2011.
- Hans Carl von Carlowitz. In: Bergbau. 6/2012, S. 261 ff.
- Carl Maria von Webers Oper „Das Waldmädchen“. In: Bergbau. 3/2016, S. 125 ff.

## Bücher
- Karlsch und Schröter (Hrsg.) Strahlende Vergangenheit. St. Katharinen 1996. (Vorgeschichte, Beginn und Frühzeit der Uranerzgewinnung im Erzgebirge)
- TU BAF/North University of Baia Mare (Hrsg.): Mining and the Envionronment Baia Mare 2007.
- D. Stoll u. a. (Hrsg.): Der Braunkohlentagebau. Berlin/Heidelberg 2009, S. 249 ff. (Rechtsgrundlagen und Genehmigungsverfahren als Rahmen bergbaulicher Tätigkeit)
- Sächsische Carlowitz-Gesellschaft (Hrsg.): Die Erfindung der Nachhaltigkeit. München 2013, S. 233 ff. (Würdigung meines Amtsvorgänger Hans Carl von Carlowirtz, Oberberghauptmann Sachsens)
- Carsten Drebenstedt (Hrsg.): Braunkohlesanierung. Berlin/Heidelberg 2014, S. 73 ff. (Rechtliche, finanzielle und organisatorische Grundlagen)
- Theodor Körner als Freiberger Bergstudent. TU Bergakademie Freiberg, 2014.
- J. Zaun (Hrsg.): Bergakademische Schätze. Freiberg 2015, S. 198 ff. (Sammlungen des Sächsischen Oberbergamtes)
- D. Stoyan (Hrsg.): Bergakademische Geschichten. Freiberg 2015: Die Stipendienkasse Freiberg, S. 13 ff.; Theodor Körner als Bergstudent und die Freiberger studentischen Verbindungen, S. 121 ff.
- D. Slaby (Hrsg.): Rohstoffwirtschaft im Prozess der Transformation. (= Freiberger Forschungshefte. D205). Bergrecht und Rohstoffsicherung.